# Nempont-Saint-Firmin
Nempont-Saint-Firmin is een gemeente in het Franse departement Pas-de-Calais (regio Hauts-de-France) en telt 166 inwoners (1999). De plaats maakt deel uit van het arrondissement Montreuil.

## Geografie
De oppervlakte van Nempont-Saint-Firmin bedraagt 4,4 km², de bevolkingsdichtheid is 37,7 inwoners per km². De plaats ligt aan de D901.
De onderstaande kaart toont de ligging van Nempont-Saint-Firmin met de belangrijkste infrastructuur en aangrenzende gemeenten.

## Demografie
Onderstaande figuur toont het verloop van het inwonertal (bron: INSEE-tellingen).